# Bryodemina latisoma
Bryodemina latisoma är en tvåvingeart som först beskrevs av Hull 1973.  Bryodemina latisoma ingår i släktet Bryodemina och familjen svävflugor. Inga underarter finns listade i Catalogue of Life.